# Ефленд (Північна Кароліна)
Ефленд (англ. Efland) — переписна місцевість (CDP) в США, в окрузі Орандж штату Північна Кароліна. Населення — 852 особи (2020).

## Географія
Ефленд розташований за координатами 36°4′49″ пн. ш. 79°10′17″ зх. д. / 36.08028° пн. ш. 79.17139° зх. д. (36.080386, -79.171340).  За даними Бюро перепису населення США в 2010 році переписна місцевість мала площу 4,70 км², з яких 4,67 км² — суходіл та 0,03 км² — водойми.

## Демографія
Згідно з переписом 2010 року, у переписній місцевості мешкали 734 особи в 309 домогосподарствах у складі 210 родин. Густота населення становила 156 осіб/км².  Було 347 помешкань (74/км²).
Расовий склад населення:
| - 62,4 % — білих - 31,9 % — чорних або афроамериканців - 1,0 % — вихідців з тихоокеанських островів - 0,8 % — азіатів - 3,4 % — осіб інших рас |

До двох чи більше рас належало 0,5 %. Частка іспаномовних становила 7,4 % від усіх жителів.
За віковим діапазоном населення розподілялося таким чином: 23,7 % — особи молодші 18 років, 62,3 % — особи у віці 18—64 років, 14,0 % — особи у віці 65 років та старші. Медіана віку мешканця становила 40,3 року. На 100 осіб жіночої статі у переписній місцевості припадало 95,2 чоловіків;  на 100 жінок у віці від 18 років та старших — 95,8 чоловіків також старших 18 років.
Середній дохід на одне домашнє господарство  становив 59 312 долари США (медіана — 52 736), а середній дохід на одну сім'ю — 66 619 доларів (медіана — 54 151). За межею бідності перебувало 2,4 % осіб, у тому числі 8,3 % дітей у віці до 18 років та 0,0 % осіб у віці 65 років та старших.
Цивільне працевлаштоване населення становило 405 осіб. Основні галузі зайнятості: виробництво — 33,6 %, освіта, охорона здоров'я та соціальна допомога — 25,4 %, мистецтво, розваги та відпочинок — 14,8 %, роздрібна торгівля — 5,2 %.